# Littlefield (Texas)
Littlefield (letteralmente: Piccolo campo) è una città capoluogo di contea della contea di Lamb, in Texas (Stati Uniti).
Importante centro di coltivazione del cotone, ha dato i natali - fra gli altri - al cantante country Waylon Jennings.
Secondo il censimento del 2000 del United States Census Bureau la sua popolazione è di 6.507 abitanti.

## Galleria d'immagini

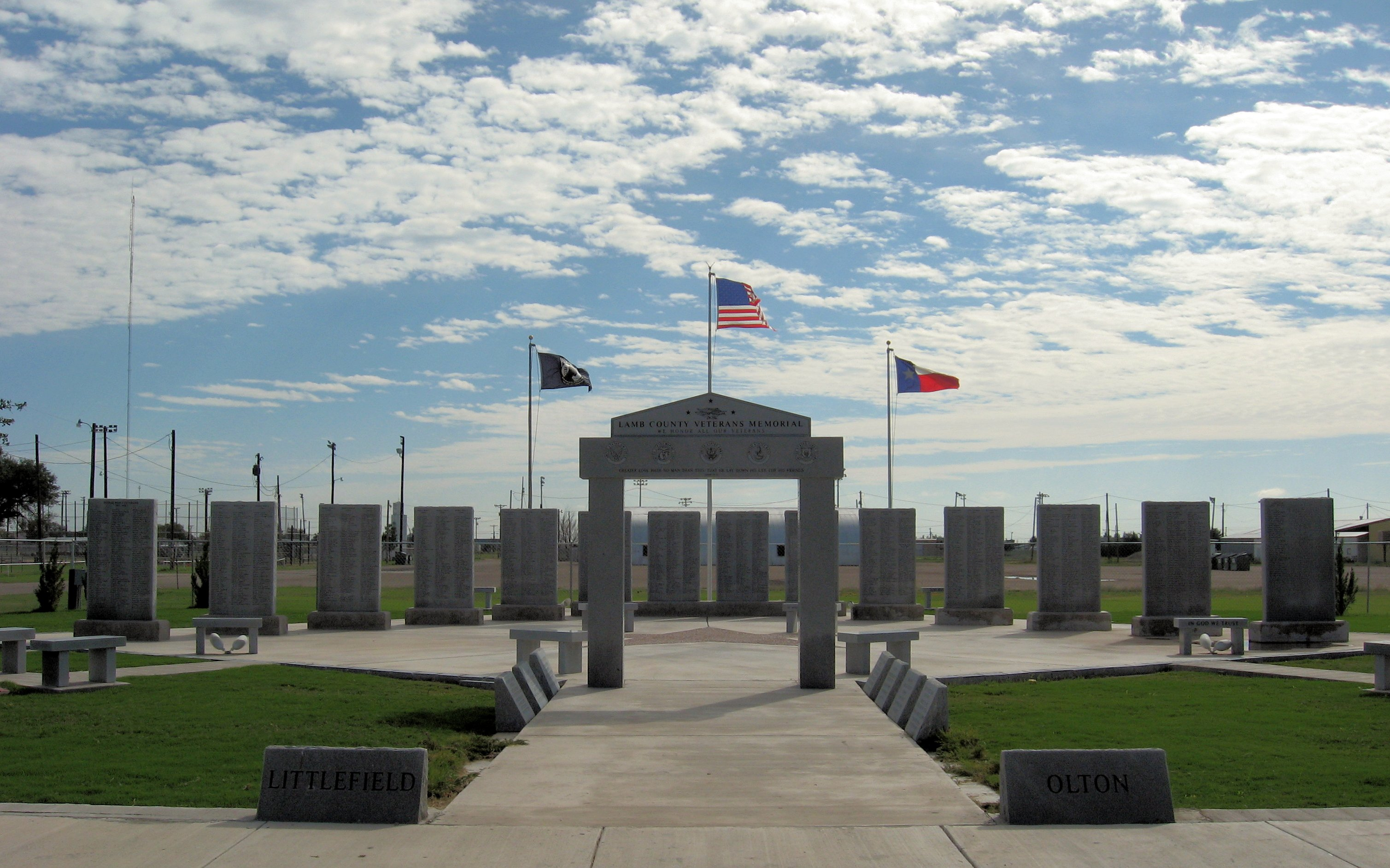
Il Lamb County Veterans Memorial
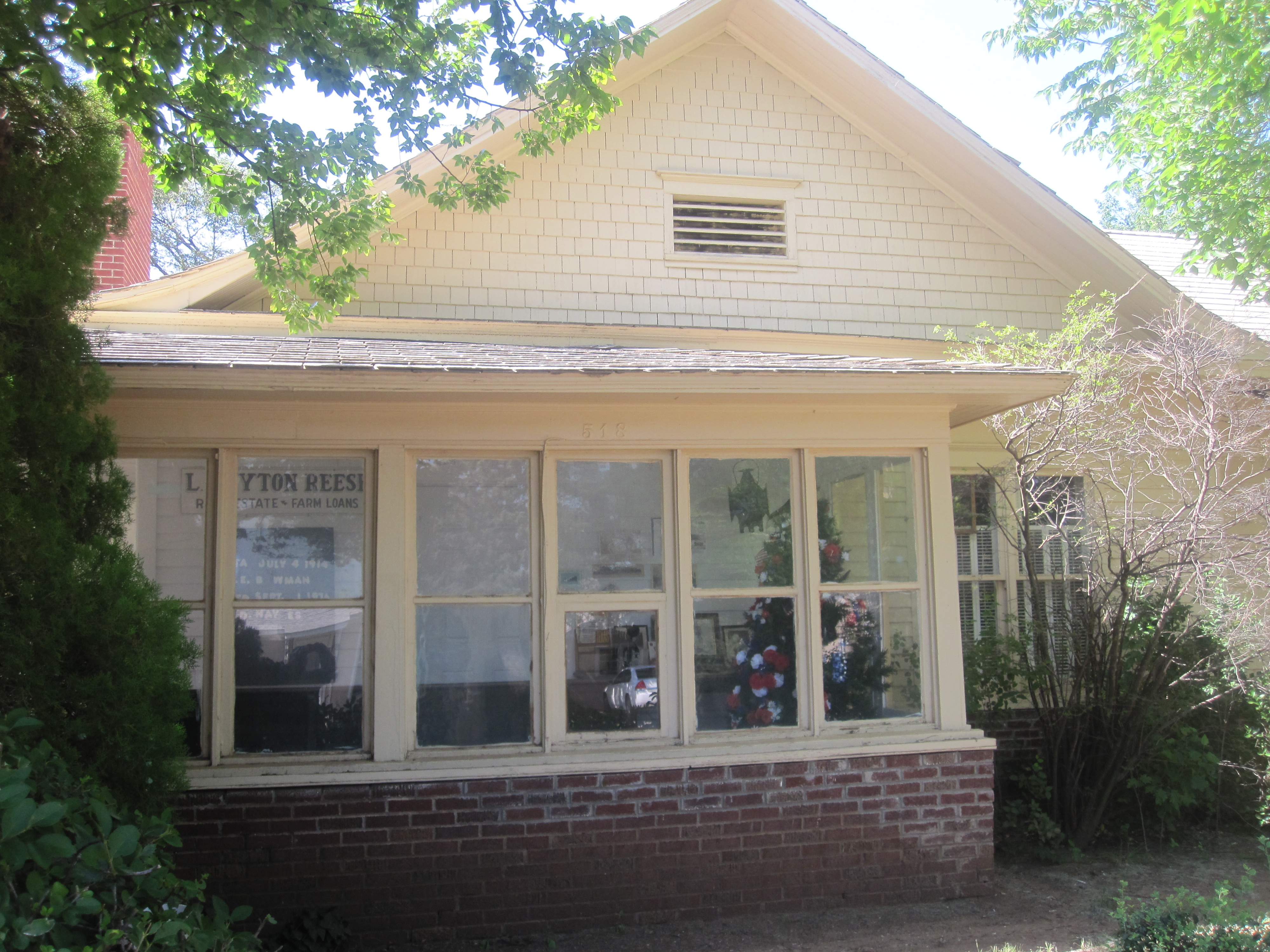
Il Lands/Duggan House Museum
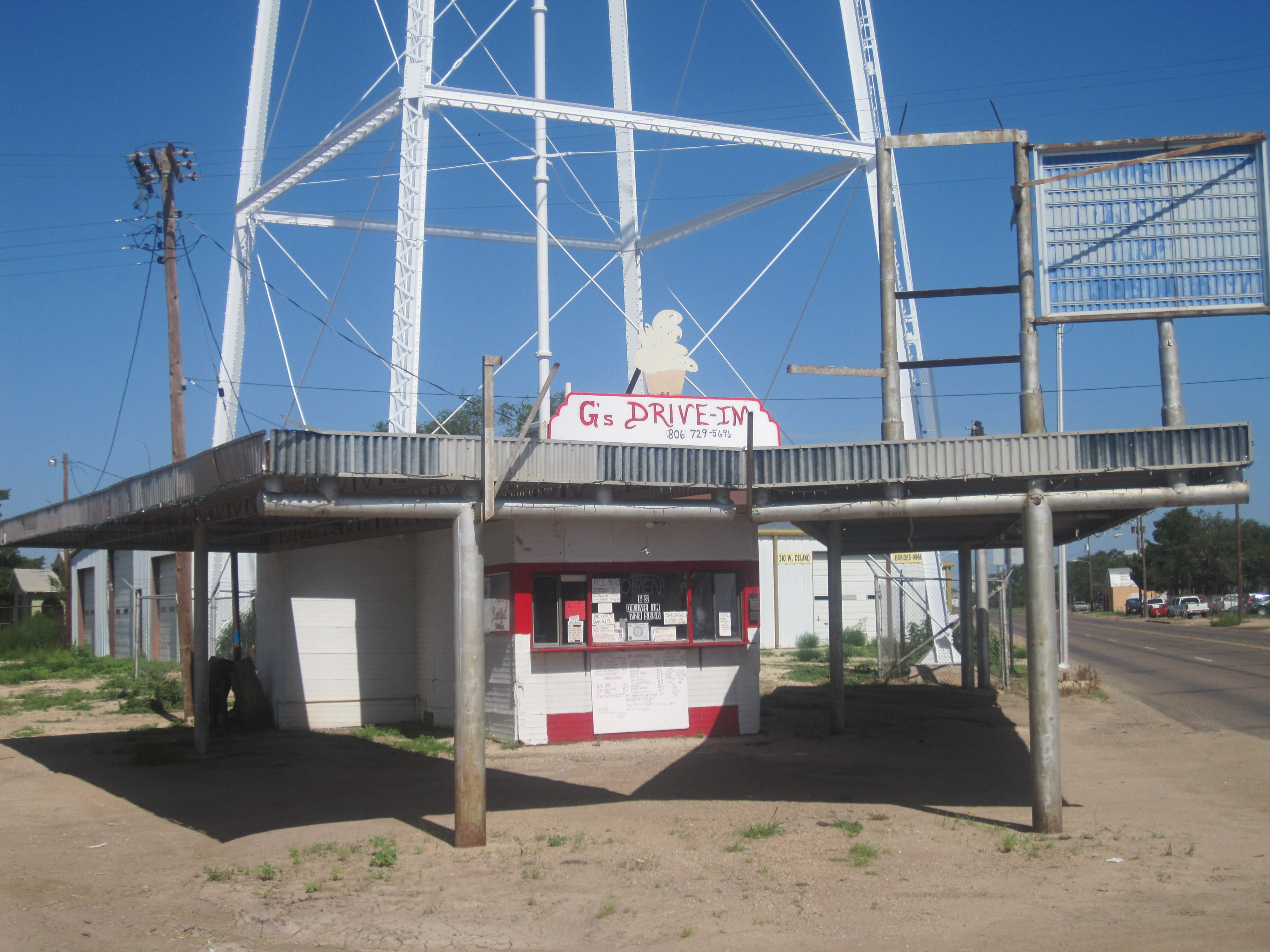
Il G's Drive-In
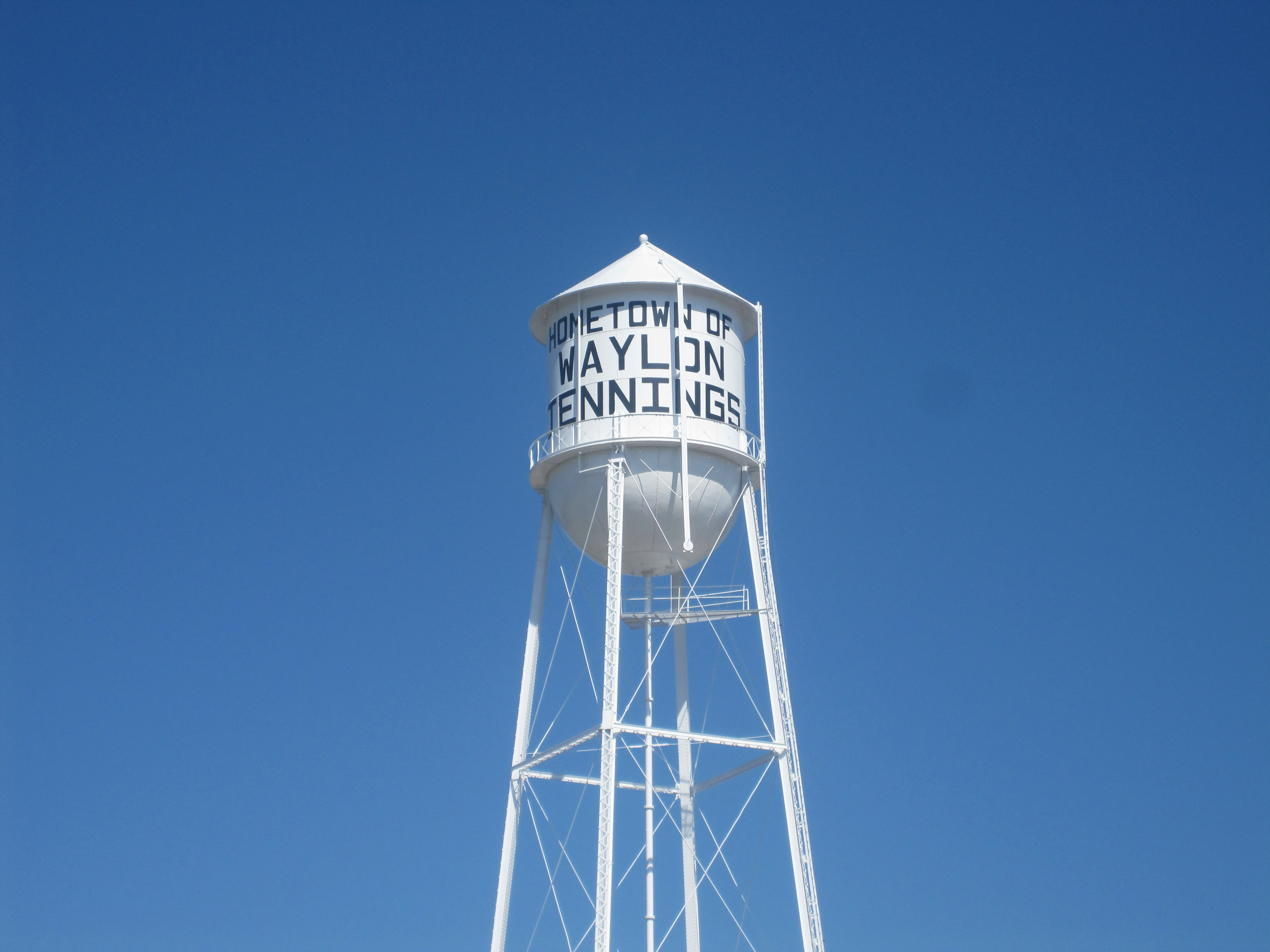
La torre che ricorda Waylon Jennings